# الکسی فروسین
الکسی فروسین (انگلیسی: Aleksey Frosin؛ زادهٔ ۱۴ فوریهٔ ۱۹۷۸) شمشیرباز اهل روسیه است.
وی در مسابقات کشوری و بین‌المللی در مجموع برندهٔ ۱ مدال طلا شده‌است.